# Arrondissement administratif de Philippeville
L'arrondissement administratif de Philippeville est l'un des trois arrondissements de la province de Namur en Région wallonne (Belgique). Il a une superficie de 910,91 km2 et une population, au 1er janvier 2025 de 66 833 habitants, soit une densité de population de 73,4 habitants/km2.
En matière judiciaire, toutes les communes de cet arrondissement appartiennent à l'arrondissement judiciaire de Namur, comme l'entièreté de la province namuroise.

## Histoire
L'arrondissement de Philippeville a été créé en 1816 à partir de l'arrondissement de Rocroi qui appartenait au département des Ardennes. Selon le deuxième traité de paix de Paris du 20 novembre 1815, la France a dû céder les cantons de Couvin, Florennes, Philippeville et Walcourt ainsi que quelques communes des cantons de Fumay et Givet pour les rattacher au royaume uni des Pays-Bas. Le territoire complet a été le nouvel arrondissement de Philippeville.
En 1977, les anciennes communes d'Agimont, Anthée, Hermeton-sur-Meuse et Serville ont été cédées à l'arrondissement de Dinant. De même, les anciennes communes de Biesmerée, Oret et Stave ont été transférées à l'arrondissement de Namur.

## Communes et leurs sections

### Communes
- Cerfontaine
- Couvin
- Doische
- Florennes
- Philippeville
- Viroinval
- Walcourt

### Sections
- Aublain
- Berzée
- Boussu-en-Fagne
- Brûly
- Brûly-de-Pesche
- Castillon
- Cerfontaine
- Chastrès
- Clermont
- Corenne
- Couvin
- Cul-des-Sarts
- Dailly
- Daussois
- Doische
- Dourbes
- Fagnolle
- Flavion
- Florennes
- Fontenelle
- Fraire
- Franchimont
- Frasnes-lez-Couvin
- Gimnée
- Gochenée
- Gonrieux
- Gourdinne
- Hanzinelle
- Hanzinne
- Hemptinne
- Jamagne
- Jamiolle
- Laneffe
- Le Mesnil
- Mariembourg
- Matagne-la-Grande
- Matagne-la-Petite
- Mazée
- Merlemont
- Morialmé
- Morville
- Neuville
- Nismes
- Niverlée
- Oignies-en-Thiérache
- Olloy-sur-Viroin
- Omezée
- Pesche
- Petigny
- Petite-Chapelle
- Philippeville
- Presgaux
- Pry
- Rognée
- Roly
- Romedenne
- Romerée
- Rosée
- Saint-Aubin
- Samart
- Sart-en-Fagne
- Sautour
- Senzeille
- Silenrieux
- Somzée
- Soulme
- Soumoy
- Surice
- Tarcienne
- Thy-le-Bauduin
- Thy-le-Château
- Treignes
- Vaucelles
- Vierves-sur-Viroin
- Villers-Deux-Églises
- Villers-en-Fagne
- Villers-le-Gambon
- Vodecée
- Vodelée
- Vogenée
- Walcourt
- Yves-Gomezée

## Démographie
Le graphique suivant reprend sa population résidente
- Source: DGS , de 1816 à 1970=recensements population; à partir de 1980 = nombre d'habitants chaque 1 janvier[1]